# 苗栗縣造橋鄉造橋國民小學
苗栗縣造橋國民小學，是位於台灣苗栗縣造橋鄉造橋村的一所國民小學，也是該鄉最早設立的小學。習稱橋小。

## 歷史
造橋國民小學前身為「後壠公學校造橋分校」，創設於1916年（日大正5年）4月18日，修業年限為4年。1921年（大正10年）3月31日由校本部分出，改稱「造橋公學校」。1937年（大正15年）4月1日設立「錦水分校」。1941年（昭和16年）4月1日校名改為「造橋國民學校」。
1945年（民國34年）中華民國接管臺灣後，首任校長林金源先生到職，同時舉行接管典禮，校名改為「新竹縣造橋國民學校」。1950年（民國39年）10月25日，改稱「苗栗縣造橋國民學校」。1953年（民國42年）8月1日設立「談文分校」。1962年（民國51年）8月1日設立「豐湖分班」。
1968年（民國57年）8月1日，實施九年國教，更名為「造橋國民小學」。2005年（民國94年）8月1日，設立造橋國小附設幼稚園。
2015年 (民國104年) 5月3日，創校百年校慶

## 歷任校長

### 日治時期
| 校名                  | 校長姓名 | 任期           |
| --------------------- | -------- | -------------- |
| 後壠公學校造橋分校    | 無       | －             |
| 造橋公學校            | 松山德二 | 1921年－1921年 |
| 造橋公學校            | 峰崎盛吉 | 1922年－1924年 |
| 造橋公學校            | 早田勝   | 1925年－1927年 |
| 造橋公學校            | 穎川定介 | 1928年－1931年 |
| 造橋公學校            | 奈川定二 | 1932年－1936年 |
| 造橋國民學校 參見表末 | 箱守五郎 | 1937年－1941年 |
| 造橋國民學校 參見表末 | 脇田貢   | 1942年－1944年 |

### 中華民國時期
| 任數     | 姓名   | 任期                          | 備註                                         |
| -------- | ------ | ----------------------------- | -------------------------------------------- |
| 第一任   | 林金源 | 1945年11月15日－1946年2月22日 |                                              |
| 第二任   | 黃春城 | 1946年2月22日－1967年12月6日  |                                              |
| 第三任   | 劉汝楫 | 1968年5月28日－1976年8月25日  | 為校歌作詞人                                 |
| 第四任   | 李炳南 | 1976年8月25日－1984年2月20日  |                                              |
| 第五任   | 林金春 | 1984年2月20日－1989年2月1日   |                                              |
| 第六任   | 吳萬謙 | 1989年2月1日－1995年7月1日    |                                              |
| 第七任   | 吳家樓 | 1995年2月1日－1999年1月31日   | 現為苗栗縣體育總會民俗體育委員會榮譽主任委員 |
| 第八任   | 江增雄 | 1999年2月1日－2003年1月31日   | 現為建功國民小學校長                         |
| 第九任   | 廖金文 | 2003年2月1日－2009年7月31日   | 前任竹南國民小學校長，現已退休               |
| 第十任   | 劉逸民 | 2009年8月1日－2017年7月31日   | 前任造橋國民小學校長，現已退休               |
| 第十一任 | 劉碧雲 | 2017年8月1日－2020年7月31日   | 前任錦水國民小學校長，首位女校長，現已退休   |
| 第十二任 | 吳宏文 | 2020年8月1日－                | 前任談文國民小學校長                         |

## 外部連結
- 苗栗縣造橋鄉造橋國民小學 （页面存档备份，存于）
- 苗栗縣造橋鄉造橋國民小學的Facebook專頁